# Posesiones de Aix-en-Provence
Las posesiones de Aix-en-Provence son un caso de histeria colectiva ocurrido en Provenza a principios del siglo xvii. En él se vieron involucrados Louis Gaufridi, monje benedictino de la Abadía de San Víctor de Marsella y párroco de Accoules, y las monjas Ursulinas de Aix-en-Provence, entre ellas las hermanas Madeleine de Demandolx de la Palud y Louise Capeau, quienes declararon haber sido hechizadas por el monje. Pese a contar con importantes apoyos, como el de los arzobispos de Aviñón y Aix-en-Provence, Gaufridi fue condenado por brujería y quemado en la hoguera el 30 de abril de 1611.
El caso de las supuestas posesiones de las Ursulinas de Aix fue contagioso y se trasladó a numerosos conventos en Provenza; las monjas tenían tendencia a sufrir extrañas convulsiones, asegurando que estaban poseídas por demonios. Algunas ejecuciones en la hoguera lograron vencer esta oleada de erotismo conventual,: p. 33  como en el caso de las brujas de Cassis en 1614.

## Louis Gaufridi
Louis-Jean-Baptiste Gaufridi nació en 1572, hijo de un pastor del pueblo de Beauvezer, cerca de Colmars, en el alto valle del Verdon.: p. 30  Su tío Cristol Gaufridi, párroco de Pourrières, convenció a sus padres para que le hiciesen tomar los votos. Gaufridi se trasladó a Pourrières, donde aprendió a leer y a escribir así como un poco de latín, instruyéndose en el ritual litúrgico y en la administración de los sacramentos. Fue allí donde descubrió un antiguo tratado sobre cábala que terminaría por convertirse en uno de sus temas de estudio favoritos. A los 18 años partió para Arlés con el fin de proseguir su formación en teología mientras se preparaba para el sacerdocio.
Decidió ingresar en la Abadía de San Víctor. Tras ser ordenado sacerdote, celebró su primera misa en Beauvezer, instalándose en Marsella en 1595, donde sirvió en varias parroquias y se convirtió en párroco de Accoules, puesto muy lucrativo que obtuvo gracias al apoyo de la familia Demandolx de la Palud, originaria de Beauvezer. Debido a que la regla de los victorinos era bastante laxa,: p. 30  Gaufridi decidió abandonar el monasterio para instalarse en la ciudad, donde demostró ser gran amante de la buena comida, volviéndose muy cercano de la familia Demandolx de la Palud.: p. 362  Convertido en director espiritual de la esposa y las tres hijas de Antoine de Demandolx, Gaufridi se hizo cargo de la educación religiosa de la más joven, Madeleine, a la que había visto nacer; le dio su primera comunión y posteriormente influyó en su familia para que ingresase en las Ursulinas. El sacerdote acabaría sin embargo por enamorarse de Madeleine, a cuyo lado permaneció durante todo su noviciado;: p. 362  ella era una de sus «hijas espirituales», con la cual se reunía todas las noches (se suponía que las novicias debían mantener conversaciones edificantes con su confesor, quien supuestamente habría abusado de ellas).: p. 30 
A los 17 años y afectada por una depresión, Madeleine fue enviada de regreso con sus padres varias veces. En 1609 el rumor sobre las relaciones entre Gaufridi y la joven llegó a oídos de Catalina de Gaumer, madre superiora de las Ursulinas de Marsella, quien informó de este hecho a la madre de Madeleine, exigiendo al sacerdote que su asistencia al convento cesase de inmediato. Madeleine fue enclaustrada bajo la supervisión directa de Gaumer; ante la insistencia de la superiora, la joven acabó revelando todo acerca de sus encuentros con Gaufridi. No obstante, con el fin evitar daños mayores y destruir todo vínculo con el sacerdote, la novicia fue enviada al convento de Aix.

## Posesiones demoníacas

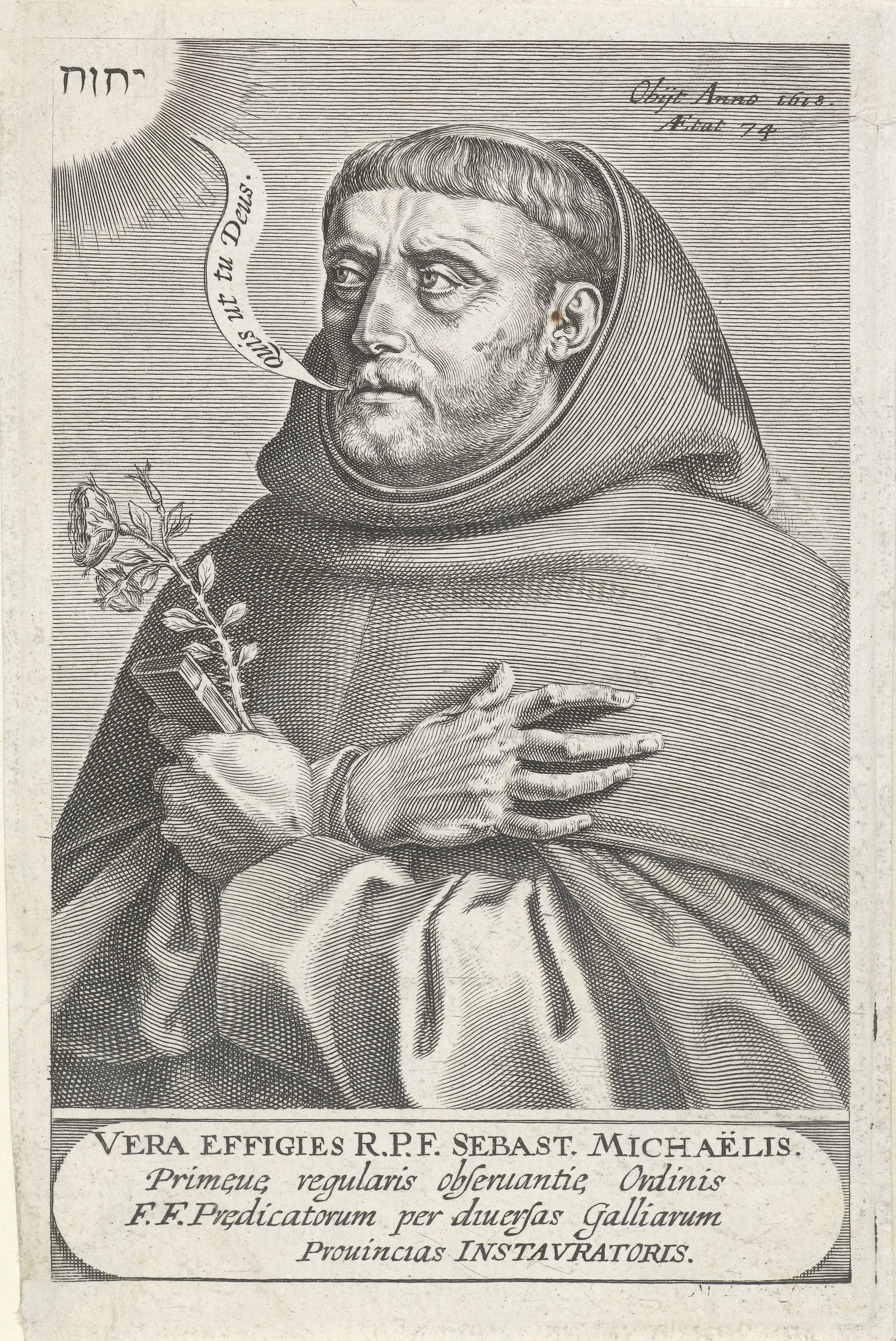
Grabado de Sébastien Michaëlis, por Cornelis Galle II (siglo xvii).

El estado mental de Madeleine se agravó con las Ursulinas de Aix, donde experimentó visiones y ataques en mitad de los servicios religiosos. Sus superioras y el confesor del convento investigaron las causas; finalmente la religiosa confesó que había sido privada de su virginidad y que había hecho un pacto con el Diablo.: p. 31  Ante la incredulidad de quienes la rodeaban, Madeleine cayó presa de lo que entonces se consideraba una posesión demoníaca; su cuerpo se retorcía y en un ataque de ira llegó a destruir un crucifijo. Ante estos síntomas se prescribió un exorcismo para expulsar a los demonios que supuestamente habitaban en su cuerpo. El padre J. B. Bomillon, superior de los sacerdotes de la doctrina cristiana, exorcizó a Madeleine durante más de un año.: p. 362  No solo los primeros intentos resultaron ineficaces, sino que en los siguientes la joven afirmó que un sacerdote la había embrujado, declarando que este era un adorador del Diablo y que había fornicado con ella desde que tenía 17 años. Estos acontecimientos perturbaron tanto la vida del convento que otras tres religiosas pronto se declararon poseídas por demonios, aumentando el número de posesas a ocho para finales de año. Louise Capeau, nacida de padres herejes, era considerada la más endemoniada de todas; sufría delirios y mostraba contorsiones aún más severas que las de Madeleine.: p. 362  La situación en el convento llegó a ser tan extrema que Bomillon, completamente desbordado, se llevó a Madeleine y a Louise a Sainte-Baume.: p. 31  Sébastien Michaëlis, gran inquisidor y prior de Saint-Maximin, se hizo cargo del caso con ayuda de los inquisidores Domptius, un exorcista flamenco, y Billet. Los monjes llegaron rápidamente a una conclusión: Madeleine estaba poseída por una multitud de demonios bajo el liderazgo de Belcebú y Astaroth, mientras que Louise solo estaba poseída por tres subordinados: Verrine, Sonneillon y Grésille.: p. 362 
El 19 de diciembre de 1610, uno de los demonios de Louise, después de gritar varias veces, dijo en referencia a Madeleine: «Louise está poseída, está sufriendo esta desgracia por ti. Louise es su garantía».: p. 364  Verrine, un demonio muy hablador, incitó a Madeleine a hacer penitencia para luego insultar a Gaufridi acusándolo de ser un hechicero, lo cual resultó sorprendente ya que nadie sospechaba aún de él.: p. 365  Después de que el demonio Verrine acusase a Gaufridi de ser el causante de la posesión de Madeleine, el exorcista Domptius declaró que en su cuerpo se hallaban 666 demonios. Pidió a Gaufridi abandonar su parroquia para asistir al exorcismo; tan pronto como Louise lo vio, lo acusó de ser un hechicero y un caníbal, afirmando que el sacerdote había seducido a Madeleine y la había conducido a una cueva en los dominios de su padre, donde habitaban demonios a los que Gaufridi llamaba sus «buenos amigos». Según ella, la marcaron en el dedo anular con un punzón, tras lo cual uno de ellos la desvirgó, siendo a continuación forzada a firmar varios documentos y quedando finalmente convertida en princesa del aquelarre. Declaró a su vez que Gaufridi lanzó hechizos sobre él mismo para reforzar su posesión y de esta forma evitar que Madeleine pudiese huir.: p. 364  Gaufridi, quien restó importancia a la acusación, replicó a modo de broma: «Si yo fuera un hechicero, ciertamente habría entregado mi alma a mil demonios». Esta respuesta, tomada por los inquisidores como una admisión de culpabilidad, llevó inmediatamente al arresto del sacerdote, quien fue encerrado en una cárcel situada bajo tierra detrás del altar mayor del convento de los dominicos, llamada la «cueva de la penitencia».: p. 31 

## Evolución del caso

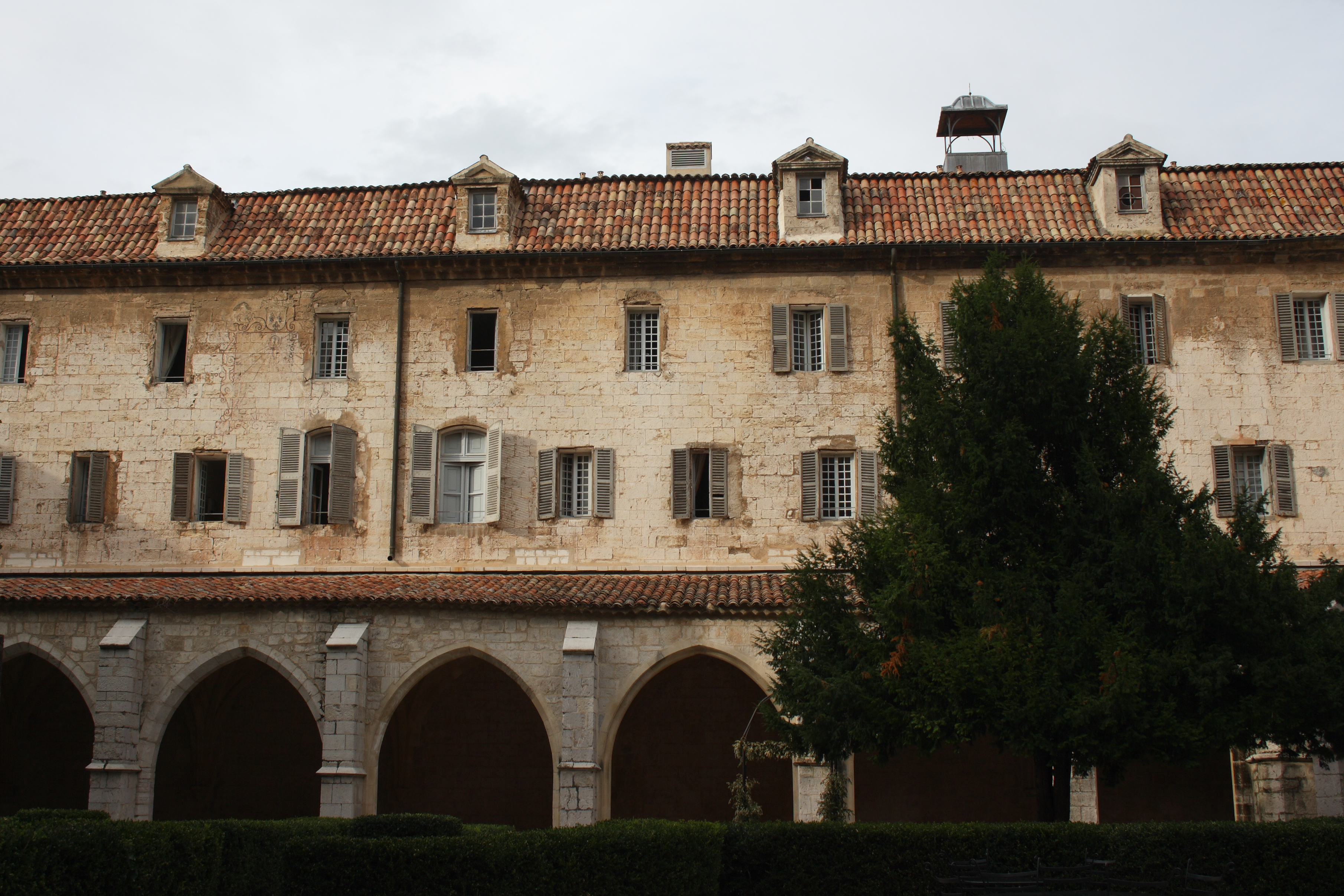
Convento de los dominicos en Saint-Maximin-la-Sainte-Baume.

Cuatro dominicos fueron asignados para cuidar de Gaufridi día y noche. El 24 de enero de 1611 los inquisidores escucharon una música infernal proveniente de los bosques de Sainte-Baume; según ellos, el sacerdote había arrastrado a sus demonios con él. Al parecer aquel día hubo más de cien voces de mujeres y niños cantando con voz potente:

Los aquelarres se celebraban más que nunca, especialmente alrededor de la gruta, entre los matorrales y las rocas, junto a los caminos y la montaña. Era principalmente de noche. En la oscuridad se elevaban las voces de hombres y mujeres, por encima de Sainte-Baume, sin que se pudiera distinguir lo que decían. Se podían ver varias luces en la llanura de abajo. Las luces eran como antorchas, estos gritos y voces duraron como dos horas.: p. 31 : p. 371-372 

Todo aquel gran estruendo procedía, según los inquisidores, de la «sinagoga de los hechiceros», quienes estaban celebrando su aquelarre.: p. 32  Interrogaron a Gaufridi y le hicieron confesar que «le puso la mano en la boca y en la frente y luego donde estaba alojada su virginidad». De acuerdo con su declaración, el sacerdote sopló en sus genitales para que ella lo deseara,: p. 30  explicando que con su aliento había provocado un hechizo amoroso.: p. 364  A mayores, Gaufridi añadió: «Ella vino a buscarme al campo, a la iglesia, y quería que estuviera tres días con su padre. Además, la he conocido como he querido».: p. 30-31 
En cuanto a Verrine, este continuó exponiendo a través de Louise los dogmas del cristianismo; como ella entendía y hablaba latín, comentó irónicamente: «Los padres de Louise, que eran herejes, sin duda habrán enseñado a su hija, que solo recientemente aprendió su Confiteor, el latín para exorcismos».: p. 365  Las dudas sobre la posesión de Louise, considerada una niña ignorante e ingenua, dieron paso a la más absoluta certeza cuando esta dijo «cosas admirables de las que aquí no podemos dar una idea».: p. 366  El padre Billet, uno de los inquisidores, instó en una carta a los sacerdotes de la doctrina a acudir rápidamente para escuchar «cosas verdaderamente inauditas y tan hermosas que uno difícilmente las creería si no las viera. Vamos pues, vosotros me diréis que soy demasiado fácil de creer, pero venid y ved, no estoy solo; si me he equivocado, hay muchos otros que debo creer que son más capaces que yo».: p. 367 
A través de Louise, Verrine afirmó que Gaufridi había cometido todas las formas imaginables de perversión sexual. En consecuencia, los inquisidores ordenaron registrar la casa del sacerdote en busca de libros de hechizos u otros objetos incriminatorios. La búsqueda no solo no arrojó ningún resultado en su contra, sino que reveló que el sacerdote era un hombre muy bien considerado en su parroquia; de hecho, muchos se negaron a creer que Gaufridi fuese culpable debido a que gozaba de una buena reputación.: p. 366  Múltiples personas de elevada posición social sintieron lástima por él y calificaron abiertamente las acusaciones de «falsedad, ineptitud y locura». Incluso se llegó a proponer que el caso fuese disuelto en un sínodo después de haber sido declarado vano y falso. El inquisidor Domptius fue encarcelado durante varias horas y solo logró salir en libertad gracias a la intercesión de los propios partidarios de Gaufridi el 8 de enero de 1611. Contando con tantos apoyos, Gaufridi pidió que se borrase su nombre del acta y que se castigara a sus acusadores. Tras esto se dirigió a Aviñón en busca del vicelegado Philippe Philonardi para obtener del papa Pablo V una declaración de inocencia, la cual le fue denegada. Repentinamente, Jacques Turricella, obispo de Marsella, instruyó a cuatro canónigos para que le hicieran unirse a una célula.: p. 365 : p. 373  Domptius, convencido de la posesión y de que Gaufridi era un brujo, fue convocado por el teólogo Étienne Dulci, arzobispo de Aviñón, y el vicario general Paul Hurault de L'Hôpital, arzobispo de Aix, quienes le hicieron saber que estaban en contra de que Gaufridi fuese procesado.: p. 374 

## Parlamento de Provenza

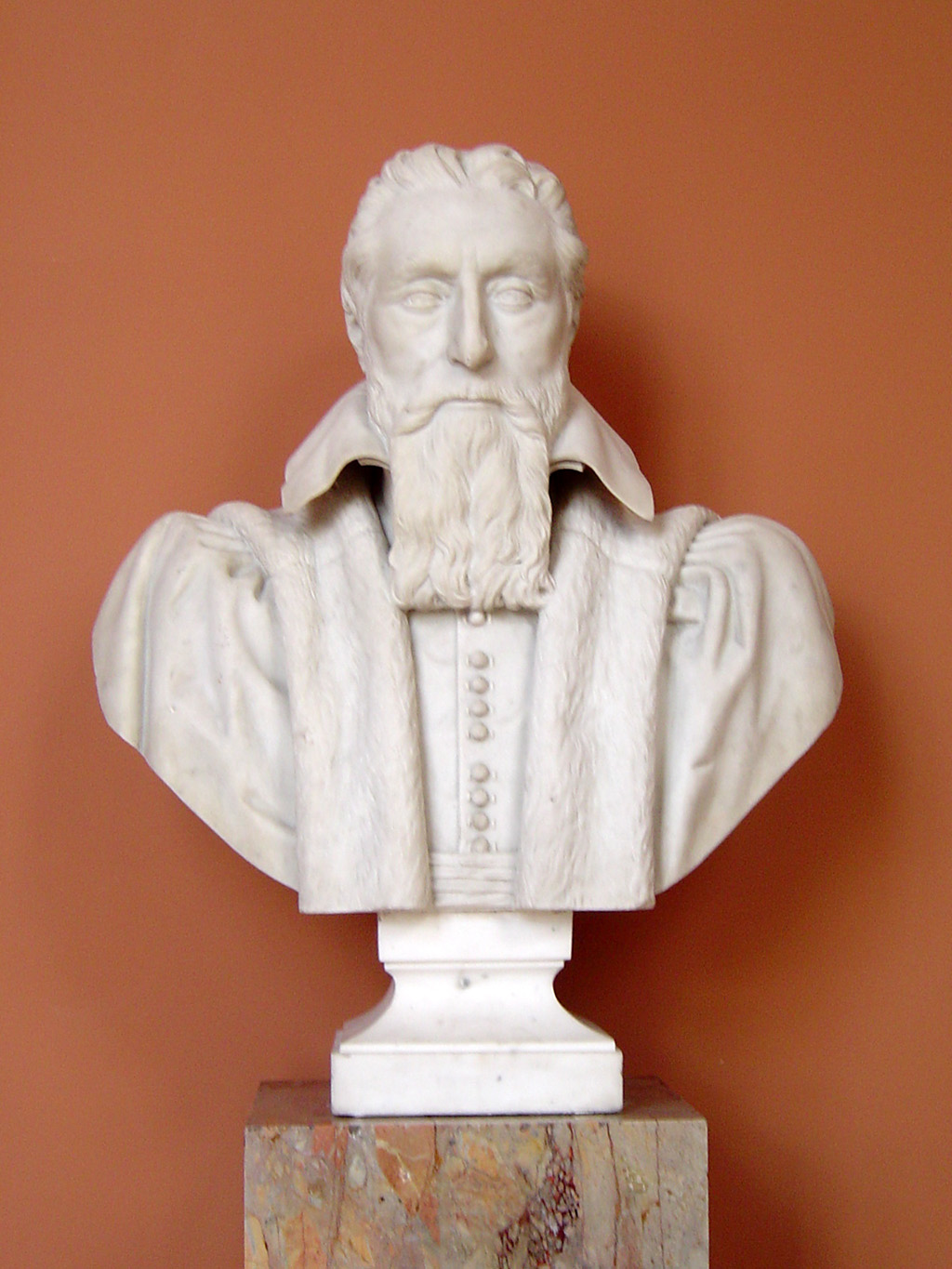
Busto de Guillaume du Vair (anónimo, c. 1621).

El gran inquisidor Michaelis seguía decidido a probar la culpabilidad del sacerdote.: p. 365  El 5 de febrero acudió a Aix para una audiencia con el presidente del Parlamento Guillaume du Vair, a quien informó de los hechos ocurridos desde 1 de enero, concluyendo que todas las pruebas demostraban que las jóvenes estaban poseídas y que Gaufridi era el responsable.: p. 374  El Parlamento de Provenza asumió el caso y el 17 de febrero Madeleine fue llevada ante Vair; habló con el presidente de los problemas que la atormentaban y, a petición suya, le mostró sus supuestas marcas satánicas. El 19 de febrero un consejero se encargó de informar sobre la existencia de un delito de brujería.: p. 375  Al día siguiente, Gaufridi fue encerrado en un calabozo y solo salió de allí para ir a prisión,: p. 375  siendo encarcelado esta vez en Aix, en el palacio de los condes de Provenza, donde tuvo lugar un nuevo alboroto durante la noche a causa de los sonidos de una lechuza que voló cerca de la prisión y de los ladridos de los perros que respondieron a los ruidos.: p. 32 
En Aix, Madeleine fue entregada una vez más a los inquisidores, quienes examinaron nuevamente su cuerpo en busca de las marcas diabólicas. Tras esto la condujeron al sótano de la Catedral de Saint-Sauveur, donde se encontraba el osario.: p. 32  Michaélis, alegando que necesitaba conocer la capacidad de los demonios en contacto con las santas reliquias, obligó a la religiosa a pasar dos noches entre los huesos.: p. 33  El 24 de febrero el médico Antoine Mérindol examinó a la joven y testificó que estaba poseída.: p. 375  Las torturas a las que fue sometida durante sus interrogatorios llegaron a tal extremo que se requirió la presencia de varios hombres para sujetarla. El 26 de febrero los inquisidores, preocupados, convocaron a dos médicos y un cirujano (todos ellos profesores de la Universidad de Aix) para observar unos extraños fenómenos en la cabeza de Madeleine: su piel se movía sobre su cráneo al igual que las ranas. Exorcizada con el fin de detener esta reacción, Madeleine comenzó a hacer lo que se calificó de «movimientos deshonestos». Los médicos no pudieron reprimirlos, mientras que la propia joven alegó que «no podía de ninguna manera» (los hombres reconocieron que esos hechos eran verdaderamente sobrenaturales).: p. 372  El 27 de febrero redactaron, a petición de Michaélis, un informe sobre la desfloración de Madeleine, afirmando que se habían encontrado marcas y que los alfileres habían penetrado en ellas sin que la religiosa los sintiera.: p. 375 
El 5 de marzo, Madeleine y Gaufridi fueron puestos frente a frente; ella lo acusó diciendo: «Hay cuatro puntos principales que no puedes negar. Primero me desvirgaste en casa de mi padre, luego me llevaste al aquelarre, allí me hiciste marcar. Finalmente, enviaste demonios para poseerme cuando quería entrar en las Ursulinas».: p. 376  Gaufridi negó las acusaciones rotundamente, exclamando «por Dios Padre, por Dios Hijo, la Virgen, San Juan...», lo que le valió la siguiente respuesta por parte de Madeleine: «Conozco este juramento, por Dios Padre, te refieres a Lucifer, por el Hijo, Belcebú, por el Espíritu Santo, Leviatán, por la Virgen, la madre del Anticristo, y por San Juan, el precursor del Anticristo. Es el juramento de la sinagoga».: p. 376  Esa misma noche los médicos desnudaron a Gaufridi para buscar en su cuerpo marcas diabólicas; después de vendarle los ojos, le pincharon en varios puntos y redactaron un informe oficial. Cuando el documento se hizo público, se certificó que se habían detectado tres marcas insensibles. El sacerdote alegó en su defensa que el demonio podía marcar a un inocente, lo que contó con el apoyo de jurisconsultos y teólogos. Sin embargo esta tesis fue descartada por Michaélis, quien consideraba a Gaufridi culpable.: p. 377 
Tan pronto como se dio inicio al juicio, Madeleine, mientras se balanceaba mecánicamente, denunció a Gaufridi como hechicero y adorador del Diablo, acusándolo también de canibalismo y suplicándole, tras volverse hacia él, que le dijese una palabra dulce. Ante el silencio del sacerdote, Madeleine informó que todas las noches los brujos venían a frotarla y a cubrirla, tal y como lo había hecho Gaufridi cuando, según ella, la condujo a las garrigas de Marseilleveyre, donde supuestamente fue «ungida, bautizada, con el bautismo de los hechiceros, marcada en los riñones, en el corazón, en la cabeza», y luego obligada por el sacerdote a firmar un juramento con su sangre. Gaufridi entonces habría dejado al demonio Asmodeo a cargo de «asistirla, servirla y preservarla y calentarla aún más en el amor».: p. 31  Después de que los jueces descubriesen las marcas satánicas en su cuerpo, Madeleine trató de suicidarse dos veces saltando desde una ventana y luego apuñalándose.: p. 373  Gaufridi fue llevado a la sala del tribunal, habiendo sufrido tortura durante su estancia en prisión. En el tribunal se produjo un pacto con el Diablo presuntamente firmado con la propia sangre del sacerdote, a quien se le reprochó haber querido ir a confesarse el 11 de marzo sin estar arrepentido.: p. 377 
Cuando se preguntó a Madeleine sobre el aquelarre, la joven declaró: «Se ha celebrado todos los días desde su conversión; antes era sólo tres veces por semana, desde las once de la noche hasta las tres de la mañana». Presionada para entrar en detalles, relató cómo llegó allí por los aires y habló de las personas a las que conoció, en particular los responsables de matar o desenterrar cadáveres de niños, mencionando acto seguido los actos de Gaufridi como príncipe de la sinagoga y lugarteniente de Lucifer.: p. 370  A su vez, el sacerdote confesó haber participado en el aquelarre en compañía de varias brujas, hecho que los inquisidores le obligaron a dejar por escrito. En particular, indicó que había participado en las «sinagogas de los hechiceros» dos veces en Baume Roland, cerca de Marsella; tres veces en Baume Loubière , en Château-Gombert; y una vez en Sainte-Baume.: p. 33  Tuvo lugar así mismo una confesión bajo tortura firmada de su puño y letra en la que declaraba que había celebrado una misa negra para tomar posesión sobre las mujeres: «Más de mil personas han sido envenenadas por la atracción irresistible de mi aliento que las llena de pasión. La dama de la Palud, la madre de Madeleine, quedó fascinada como tantos otros. Pero Madeleine fue tomada con un amor irracional y se entregó a mí tanto en el aquelarre como fuera del aquelarre... me marcaron en el aquelarre por mi propia voluntad e hice marcar a Madeleine en la cabeza, en el estómago, en las piernas, sobre sus muslos, sobre sus pies». El 26 de marzo Gaufridi se retractó de su confesión, afirmando ante todos los parlamentarios que se entregaría a todos los diablos si no fuera inocente.: p. 377  La retractación, a los ojos del tribunal, era no obstante inútil, pues la confesión firmada y el pacto de lealtad eran pruebas suficientes para condenar al sacerdote a ser quemado como culpable de brujería, hechicería, impiedad y lujuria abominable.
Durante el juicio tuvo lugar un acontecimiento surrealista. Antoine de Thoron, una de las personas a cargo de la investigación, declaró: «Ahora bien, sucedió, mientras trabajábamos en [...] el juicio, una historia divertida. Varios testigos [...] habían declarado que Gaufridi fue al aquelarre, después de haberse frotado con cierto aceite mágico, y que luego regresó a su habitación por el tiro de la chimenea. Mientras se leían estas declaraciones, se escuchó un gran ruido en la chimenea, y al instante todos los jueces vieron salir de ella a un hombre alto y negro que sacudía la cabeza. Casi todos los jueces huyeron. En cuanto a mí, que me quedé en el despacho, le pregunté quién era, y me respondió muy asustado, que era un deshollinador que después de haber deshollinado la chimenea [...], cuya tubería se unía a la de la sala Tournelle, se había equivocado en el camino hacia abajo, y había pasado por la chimenea del Parlamento». La valentía de Thoron se vio atenuada por otros testimonios que indican que fue su túnica de magistrado atascada lo que le impidió salir huyendo. Muerto de miedo, en realidad habría implorado al Cielo y se habría santiguado numerosas veces antes de poder conversar con el deshollinador.
El 1 de abril, Viernes Santo, Gaufridi, según Michaelis, se arrepintió «tocado por la gracia». Durante toda la Cuaresma se le había impuesto la presencia de dos capuchinos que le habían exhortado a reconocer sus crímenes; el sacerdote finalmente sucumbió y declaró: «El Demonio me acusa del delito de brujería, es verdad, porque soy brujo».: p. 377  El 22 de abril Gaufridi fue presentado a Joseph Pelicot, preboste de la Catedral de Aix y vicario general, así como a varios exorcistas, quienes le practicaron un exorcismo final para expulsar a Belcebú de su cuerpo y salvar así su alma, tras lo cual se retiraron satisfechos, explicando que habían cumplido su misión. Gaufridi se presentó entonces ante el arzobispo en compañía de Louise, aún poseída; frente a él abjuró solemnemente y pidió perdón a Madeleine. A petición del prelado, se comprometió a poner por escrito su confesión.: p. 377 

## Ejecución de Gaufridi

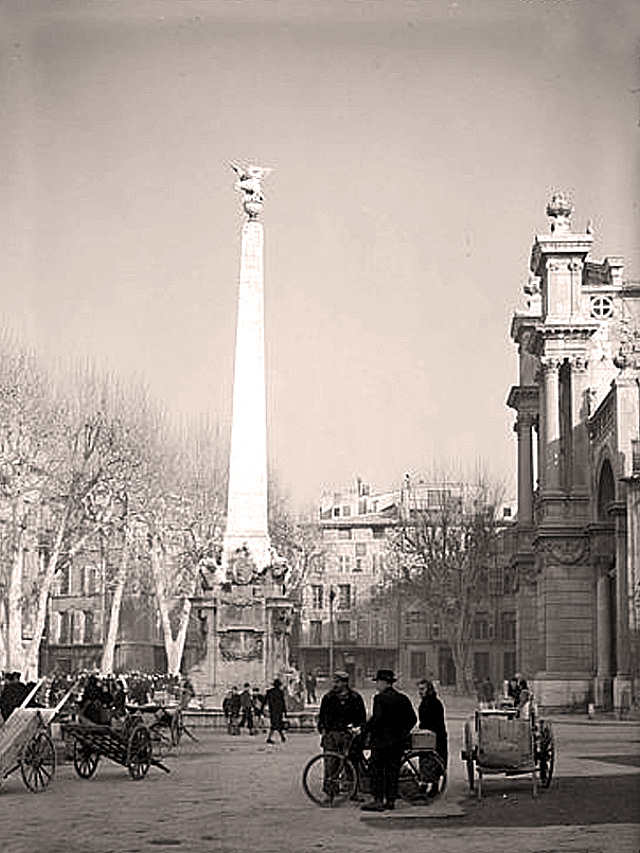
Antigua fotografía de la Plaza de los Predicadores. La columna señala el lugar donde Gaufridi fue ejecutado.

Pronunciada la pena de muerte, los inquisidores volvieron a someter a Gaufridi a un interrogatorio ordinario y extraordinario en un intento por obtener los nombres de sus cómplices. El 30 de abril tuvo lugar la ejecución de la sentencia del Parlamento de Provenza. El obispo de Marsella se encargó de degradarlo de antemano; después de pedir oficialmente perdón a Dios, Gaufridi, con la cabeza descubierta, descalzo y con una soga al cuello, fue entregado a sus verdugos para ser ajusticiado. Escoltado por arqueros, fue arrastrado por las calles de Aix durante cinco horas antes de llegar al lugar de la ejecución, la Plaza de los Predicadores, donde se le concedió la gracia de ser estrangulado mientras subía a la pira.: p. 380  Tras su muerte su cuerpo fue quemado y las cenizas arrojadas al aire.

## Hechos posteriores
Inmediatamente después de la muerte de Gaufridi, Marguerite de Burlefut, otra Ursulina, se declaró liberada de sus demonios. En los días siguientes, otras supuestas poseídas anunciaron estar curadas (en el caso de Louise, Sonneillon y Grésille desaparecieron,  quedando únicamente Verrine). La muerte del sacerdote dejó a Madeleine totalmente privada de la vista y el oído; la joven se negó además a comer. Sin embargo, el día de Pentecostés Asmodeo abandonó su cuerpo y al fin se recuperó, mientras que el día de Pascua sus marcas desaparecieron, permaneciendo tan solo Belcebú dentro de ella por permiso divino.: p. 381  Tanto Louise como Madeleine fueron expulsadas del convento, quedando esta última bajo la vigilancia de la Inquisición y siendo finalmente exiliada lejos de Marsella y puesta bajo arresto domiciliario en Châteauvieux, cerca de Castellane. En principio vivió allí en calidad de santa, aunque en 1642 sería, irónicamente, acusada de brujería, repitiéndose estos hechos en 1652. Madeleine se defendió enérgicamente, si bien durante su segundo juicio fue hallada en su cuerpo nuevamente la marca del Diablo, lo que le valió ser condenada a cadena perpetua. Fue no obstante liberada a edad avanzada y dejada al cuidado de un pariente, muriendo en Châteauvieux en 1670, a los 77 años.: p. 384 